# Methioninesulfoximine
Methioninesulfoximine (MSO, ook bekend als MetSox) is een onomkeerbare glutaminesynthetaseremmer. Het is het sulfoximinederivaat van methionine met convulsieve effecten.
Methioninesulfoximine is samengesteld uit twee verschillende diastereomeren, namelijk LS-methioninesulfoximine en LR-methioninesulfoximine.
MSO wordt gefosforyleerd door glutaminesynthetase.

Fosforylering van MSO door glutaminesynthetase